# Trehörningen (Dunkers socken, Södermanland)
Trehörningen är en sjö i Flens kommun i Södermanland och ingår i Norrströms huvudavrinningsområde. Sjön har en area på 0,0783 kvadratkilometer och ligger 62,3 meter över havet.

## Delavrinningsområde
Trehörningen ingår i det delavrinningsområde (656494-155840) som SMHI kallar för Utloppet av Ältaren. Medelhöjden är 69 meter över havet och ytan är 4,99 kvadratkilometer. Det finns inga avrinningsområden uppströms utan avrinningsområdet är högsta punkten. Vattendraget som avvattnar avrinningsområdet har biflödesordning 3, vilket innebär att vattnet flödar genom totalt 3 vattendrag innan det når havet efter 106 kilometer. Avrinningsområdet består mestadels av skog (79 procent). Avrinningsområdet har 0,82 kvadratkilometer vattenytor vilket ger det en sjöprocent på 16,3 procent.